# FLWOR
Il linguaggio di programmazione XQuery definisce FLWOR (pronunciato flower - in italiano fiore - anche abbreviato FLWR) come un'espressione che supporta iterazione e binding sulle variabili dei risultati intermedi.
FLWOR è un acronimo, dove ogni lettera è l'iniziale di una clausola:
- FOR - crea una sequenza di nodi
- LET - collega una sequenza di nodi ad una variabile
- WHERE - filtra i nodi che soddisfano una condizione booleana
- ORDER BY - ordina i nodi
- RETURN - viene valutata una volta per ogni nodo

FLWOR è vagamente analogo al costrutto SELECT-FROM-WHERE del linguaggio SQL e può essere usato per fornire funzionalità analoghe al join ai documenti XML.

## Esempio
```
for $d in doc("Dipartimenti.xml")//numero_dipartimento
let $e := doc("Impiegati.xml")//impiegato[numero_dipartimento = $d]
where count($e) >= 10
order by avg($e/stipendio) descending
return
    <dipartimento_grande>
        { $d,
            <lavoratori>{count($e)}</lavoratori>,
            <stipendio_medio>{avg($e/stipendio)}</stipendio_medio>
        }
    </dipartimento_grande>

```

La prima colonna della query XQuery mostra le parole-chiave FOR, LET, WHERE, ORDER BY e RETURN del paradigma FLWOR.
In parole povere, questa potrebbe essere letta come "selezionare tutti i dipartimenti che hanno più di dieci impiegati, ordina questi dipartimenti in ordine decrescente sulla base dello stipendio medio, e ritornare un rapporto sul numero di dipartimenti, sul conteggio dei lavoratori e sullo stipendio medio di ogni dipartimento grande".
Il risultato potrebbe essere:
```
<dipartimento_grande>

    
<numero_dipartimento>
17
</numero_dipartimento>

    
<lavoratori>
25
</lavoratori>

    
<stipendio_medio>
12500
</stipendio_medio>

</dipartimento_grande>

<dipartimento_grande>

    
<numero_dipartimento>
24
</numero_dipartimento>

    
<lavoratori>
18
</lavoratori>

    
<stipendio_medio>
11327
</stipendio_medio>

</dipartimento_grande>

<dipartimento_grande>

    
<numero_dipartimento>
3
</numero_dipartimento>

    
<lavoratori>
32
</lavoratori>

    
<stipendio_medio>
10725
</stipendio_medio>

</dipartimento_grande>

```